# Liao Chuej (politik)
Liao Chuej (čínsky pchin-jinem Liào Huī, znaky zjednodušené 廖晖; * květen 1942) je bývalý čínský komunistický politik, místopředsedy celostátního výboru Čínského lidového politického poradního shromáždění (2003–2013), ředitel Úřadu pro záležitosti Hongkongu a Macaa při státní radě (1997–2010) a ředitel Úřadu pro záležitosti zámořských Číňanů státní rady (1984–1997). V letech 1982–2012 byl členem širšího vedení komunistické strany jako člen jejího ústředního výboru. Vzděláním inženýr-odborník na konstrukci protiletadlových raket sloužil do roku 1980 Letectvu Čínské lidové osvobozenecké armády a poté do roku 1983 v generálním štábu Čínské lidové osvobozenecké armády. Poté působil v úřadu pro zahraniční záležitosti státní rady (vlády). Byl synem Liao Čcheng-č’ho a vnukem Che Siang-ning, kteří v letech 1949–1983 vedli Úřad záležitosti zámořských Číňanů státní rady.

## Život
Liao Chuej se narodil v květnu 1942 v Hongkongu. Byl synem Liao Čcheng-č’ho, funkcionáře Komunistické strany Číny, dlouholetého předsedy Výboru pro záležitosti zámořských Číňanů Čínské lidové republiky, resp. Úřadu pro záležitosti zámořských Číňanů státní rady a místopředsedy Všečínského shromáždění lidových zástupců a vnukem Che Siang-ning, předsedkyně Výboru pro záležitosti zámořských Číňanů, místopředsedkyně Čínského lidového politického poradního shromáždění, místopředsedkyně Všečínského shromáždění lidových zástupců a předsedkyně Revolučnímu výboru čínského Kuomintangu.
Liao Chuej v letech 1960–1965 studoval obor konstrukce raket země-vzduch na Vojenském inženýrském institutu v Charbinu. Roku 1965 vstoupil do Komunistické strany Číny. Poté sloužil jako technik v Letectvu Čínské lidové osvobozenecké armády, v letech 1972–1975 byl zástupcem vojenského letectva pověřeným kontrolou kvality produkce státní továrny č. 761. Poté sloužil na velitelství letectva Pekingského vojenského okruhu a od roku 1980 v generálním štábu Čínské lidové osvobozenecké armády. Na XII. sjezdu KS Číny v září 1982 byl zvolen členem ústředního výboru (znovuzvolen 1987, 1992, 1997, 2002 a 2007, do 2012).
Roku 1983 byl přeložen do Úřadu pro zahraniční záležitosti státní rady na místo náměstka ředitele. od roku 1984 byl ředitelem Úřadu pro záležitosti zámořských Číňanů státní rady. Roku 1997 přešel na místo ředitele Úřadu pro záležitosti Hongkongu a Macaa při státní radě, které zastával do roku 2010.
V březnu 2003 byl zvolen místopředsedou celostátního výboru Čínského lidového politického poradního shromáždění, v březnu 2008 byl místopředsedou poradního shromáždění zvolen podruhé. Funkci vykonával do konce volebního období v březnu 2013. Roku 2013 pro vysoký věk odešel z politiky na penzi.